# قاسم‌آباد (گنبکی)
قاسم‌آباد، روستایی در دهستان زیارت بخش مرکزی شهرستان گنبکی در استان کرمان ایران است.

## جمعیت
بر پایه سرشماری عمومی نفوس و مسکن در سال ۱۳۹۵، جمعیت این روستا برابر با ۳۳ نفر (۱۴ خانوار) بوده است.